# Прежань
Прежань, Прежані (рум. Prăjani) — село у повіті Прахова в Румунії. Адміністративно підпорядковане місту Сленік.
Село розташоване на відстані 86 км на північ від Бухареста, 30 км на північ від Плоєшті, 56 км на південний схід від Брашова.

## Населення
За даними перепису населення 2002 року у селі проживали 2030 осіб. Рідною мовою 2029 осіб (> 99,9%) назвали румунську.
Національний склад населення села:
| Національність | Кількість осіб | Відсоток |
| -------------- | -------------- | -------- |
| румуни         | 2006           | 98,8%    |
| цигани         | 23             | 1,1%     |